# Suturoglypta iontha
Suturoglypta iontha is een slakkensoort uit de familie van de Columbellidae. De wetenschappelijke naam van de soort is voor het eerst geldig gepubliceerd in 1861 door Ravenel.